# Ängsblekning

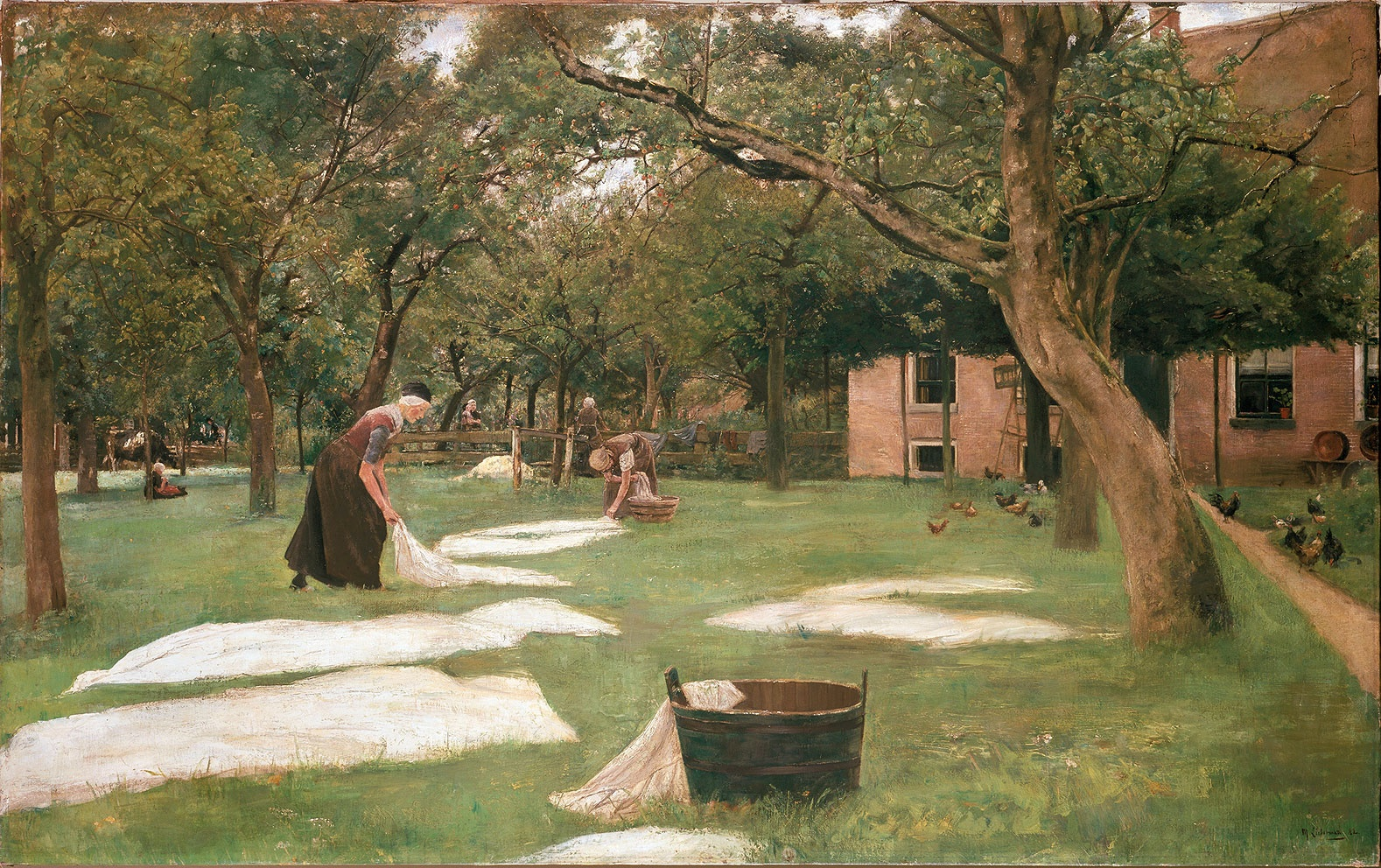
Die Rasenbleiche
Max Liebermann (1882)

Ängsblekning är en gammal metod att vitgöra vävnader av naturmaterial, som från början är mer eller mindre grå, till exempel linne och bomull.
Vävnaden genomfuktas och breds ut, eller spänns upp, i starkt solljus och får torka. Genom upprepade blötnings- och torkningsomgångar ljusnar väven mer och mer.
Solljuset utnyttjas bäst om väven breds ut i en södersluttning. Metoden är långsam, men kräver inga andra materiella resurser än vanligt vatten och är miljövänligare än snabbare metoder, exempelvis klorblekning.
För bästa effekt görs dock en förberedande alkalisk tvätt, som direkt eller efter ett tag följs av en tvätt med syra. Därutöver görs upprepade bearbetningar med såpa för att avlägsna oönskade ämnen.